# ألوند ميرزا
أَلْوَنْدْ مِيرْزَا بْنْ قَرَهْ إِسْكَنْدَرْ بَكْ بْنْ قَرَهْ يُوسُفْ نُوْيَانْ بْنْ مُحَمَّدْ تُوْرمِيْش بْنْ دُرْسُونْ قَرَهْ قُوْيُونْلُو ٱلبَرَّانِيُّ ٱلتُّرْكُمَانِيُّ (بالتُركمانيَّة القديمة: الوَند مِیرزَا ابن قَارَا ایسکَندَر بیگ ابن قَارایُوسُف نویَان بن مُحَمَد تؤره‌مِیش بن دُورسُون قَاراقُویُونلُو بَارانِی تُرکمَانِی) (وفاتُه ق. 874هـ المُوافق فيه 1470م) المعروف اختصارًا بـ«ألوند ميرزا» هو مِن أُمراء قره قويونلو التُّركُمان؛ تولَّى حُكم الموصل ودياربكر وأسد أباد. والدُه هو السُّلطان «قره إسكندر» وجدُّه هو السُّلطان «قره يوسف» مُؤسِّس الدولة القراقويونلويَّة. كما أن ألوند ميرزا هو الجدُّ الأكبر لِلسُّلالة القُطبشاهيَّة التي حكمت في الهند لِما يُقارب قرنين من الزَّمن.

## انظُر أيضًا
- قره قويونلو
- السلالة القطبشاهية
- الدولة القطبشاهية
- الشعب الهندوتركي
- سلطان قلي قطبشاه